# Magnolia striatifolia
Magnolia striatifolia là một loài thực vật có hoa trong họ Magnoliaceae. Loài này được Little mô tả khoa học đầu tiên năm 1969.